# کارلو دی پالما
کارلو دی دپالاما (ایتالیایی: Carlo Di Palma؛ ‏ ۱۷ آوریل ۱۹۲۵ – ۹ ژوئیهٔ ۲۰۰۴) فیلم‌بردار، کارگردان و فیلم‌نامه‌نویس اهل ایتالیا بود. وی بین سال‌های ۱۹۵۴ تا ۱۹۹۷ میلادی فعالیت می‌کرد.
از جمله فیلم‌های او می‌توان به هیولا و ماجرا اینگونه آغاز می‌شود اشاره کرد.